# قرار مجلس الأمن التابع للأمم المتحدة رقم 208
قرار مجلس الأمن التابع للأمم المتحدة رقم 208، الذي اعتمد في 10 أغسطس 1965، بعد أن أشار المجلس مع الأسف إلى وفاة القاضي عبد الحميد بدوي، من محكمة العدل الدولية، قرر المجلس أن الانتخابات لملء المقعد الشاغر ستجري خلال الدورة العشرين للجمعية العامة.
وقد اعتمد القرار بدون تصويت.